# Danijela Anđelić
Danijela Anđelić (Spalato, 30 giugno 1988) è una pallavolista croata.
Gioca nel ruolo di schiacciatrice ed opposto.

## Carriera
La carriera di Danijela Anđelić inizia nella stagione 2006-07 nell'Odbojkaški Klub Kaštela, nel massimo campionato croato, dove resta per tre annate. Nella stagione 2009-10 viene ingaggiata dal Rijeka: al club di Fiume resta legata per due stagioni, vincendo due scudetti; nel 2011 ottiene le prime convocazioni in nazionale.
Dopo un'annata nuovamente all'OK Kaštela, in quella 2012-13 gioca per lo Ženski Odbojkaški Klub Split 1700; nella stagione 2013-14 si trasferisce in Italia, nella neonata società della LJ Volley di Modena, in Serie A1.

## Palmarès

### Club
- Campionato croato: 2

2009-10, 2010-11